# ماسیمو کودول
ماسیمو کودول (ایتالیایی: Massimo Codol؛ زادهٔ ۲۷ فوریهٔ ۱۹۷۳) دوچرخه‌سوار اهل ایتالیا است.